# Campionato del mondo F.I.S.A. di Subbuteo 1970
Il 1st F.I.S.A. World Championships" di Subbuteo (Calcio da tavolo) venne disputato a Londra, in Inghilterra, nel 1970. L'Italia non prese parte alla manifestazione in quanto all'epoca non si era ancora costituita una federazione nazionale ufficiale. La manifestazione assegnò un unico titolo mondiale.

## Medagliere
| Pos. | Paese          | Oro | Argento | Bronzo | Totale |
| ---- | -------------- | --- | ------- | ------ | ------ |
| 1    | Germania Ovest | 1   | 0       | 0      | 1      |
| 2    | Belgio         | 0   | 1       | 0      | 1      |
| 3    | Paesi Bassi    | 0   | 0       | 1      | 1      |

## Categoria Unica

### Risultati
Prima fase a gironi ed Eliminazione Diretta
- Individuale

| Oro     | Peter Czarkowski | Germania Ovest |
| Argento | Pierre Tignani   | Belgio         |
| Bronzo  | Dick Rietveld    | Paesi Bassi    |